# Liten kakaofränskivling
Liten kakaofränskivling (Hebeloma circinans) är en svampart som först beskrevs av Lucien Quélet, och fick sitt nu gällande namn av Pier Andrea Saccardo 1891. Enligt Catalogue of Life ingår Liten kakaofränskivling i släktet fränskivlingar,  och familjen Strophariaceae, men enligt Dyntaxa är tillhörigheten istället släktet fränskivlingar,  och familjen buktryfflar. Arten är reproducerande i Sverige. Inga underarter finns listade i Catalogue of Life.